# Giovanni Graber
Giovanni Graber (26 de marzo de 1939-20 de diciembre de 2024) fue un deportista italiano que compitió en luge en la modalidad doble. Ganó dos medallas en el Campeonato Mundial de Luge, oro en 1962 y bronce en 1965.

## Palmarés internacional
| Campeonato Mundial | Campeonato Mundial | Campeonato Mundial | Campeonato Mundial |
| Año                | Lugar              | Medalla            | Prueba             |
| ------------------ | ------------------ | ------------------ | ------------------ |
| 1962               | Krynica (Polonia)  | Medalla de oro     | Doble              |
| 1965               | Davos (Suiza)      | Medalla de bronce  | Individual         |